# آکاماراچی
آکاماراچی (به اسپانیایی: Volcán Acamarachi) یک کوه و آتشفشان در شیلی است که در ال لوآ واقع شده‌است. آکاماراچی ۶٬۰۴۶ متر بالاتر از سطح دریا واقع شده‌است.